# محمود الطيطي
محمود عبد الله سعود الطيطي (ولد في 26 فبراير 1972 في مخيم بلاطة - اغتيل في 22 مايو 2002 هناك)، مناضل فلسطيني، واحد من مؤسسي وقياديي كتائب شهداء الاقصى جناح حركة "فتح" العسكري. شارك في الانتفاضتين الفلسطينيتين واغتيل بقذيفة إسرائيلية استهدفته ورفاقه في المخيم.

## حياته
ولد محمود عبد الله الطيطي بتاريخ 26 فبراير 1972، في مخيم بلاطة بالقرب من نابلس لأسرة لجأت في حرب عام 1948 من رأس العين قرب يافا، وتلقى تعليمه المدرسي الأساسي في المخيم، والثانوي في بلدة حوارة.

## نشاطه في الانتفاضة الأولى
شارك في مقاومة الاحتلال الإسرائيلي في سن مبكرة واعتقل للمرة الأولى في 13 يونيو 1986، بتهمة إلقاء الحجارة والملتوف على دورية عسكرية في شارع القدس عند مدخل نابلس، وحكم عليه بالسجن ستة أشهر، أمضاها في سجن الفارعة، وكان حينها أصغر معتقل هناك.
شارك في الانتفاضة الفلسطينية الاولى وشكل مجموعة مسلحة في المخيم مع ياسر بدوي، خالد الريان، حكم أبو عيشة، ومحمود ومؤيد الجميل والاسرى ناصر عويص وماجد المصري وآخرين، وطاردته سلطات الاحتلال، وتعرض عدة مرات للإصابات بنيران الجيش الإسرائيلي، واحدة منها رصاصة في الركبة ظلت فيها، كما وأصيب بشظايا كثيرة في أكثر من موضع.
اعتقل في 9 سبمتبر 1988 وحكم عليه بالسجن عامين، أمضاها في سجون مجيدو وعتليت وكتسيعوت (النقب).
تعرض بعد خروجه من السجن عام 1990، وحتى عام 1992 تعرض أربع مرات للاعتقال، كان آخرها في 8 يوليو 1992، وقد حكم عليه بالسجن أربع سنوات، ثم أفرج عنه عام 1994 مع مجموعة الأسرى خرجت ضمن اتفاقية أوسلو.

## بعد اتفاقية اوسلو
انضم إلى اجهزة السلطة الفلسطينية والتحق بجهاز الأمن الوقائي في مدينة نابلس برتبة ملازم وعمل من خلال جهازه في عدة مناطق منها قلقيلية وجنين وطولكرم وأريحا ورام الله.
في انتفاضة النفق عام 1998 شارك في الاشتباكات مع الجيش الإسرائيلي في قبر يوسف في نابلس، وتعرض وشقيقه كايد الطيطي خلال هذه الاحداث للإصابة برصاص الجيش الاسرائيلي.

## في الانتفاضة الثانية
مع اندلاع الانتفاضة الثانية شارك الطيطي في تأسيس ما عرف بكتائب شهداء الاقصى التي نفذت عمليات مسلحة ضد جيش الاحتلال وشاركت في التصدي للاجتياح في مدينة نابلس. وقد تعرض الطيطي لعدة محاولات اغتيال ابرزها كانت في اليوم السادس لاجتياح مخيم بلاطة، حيث حاول جيش الاحتلال اغتياله بقصف موقع كان يتواجد فيه بالطائرات، وتعرض هو ومن معه لإصابات متفاوتة، كما هدم منزل عائلته بقصف من مدفعية الجيش الاسرائيلي المتمركزة على جبل الطور في نابلس

## اغتياله
اغتيل عصر يوم الأربعاء 22 مايو 2002 بقذائف مدفعية إسرائيلية استهدفته في مقبرة مخيم بلاطة، حيث كان يتواجد مع اثنين من رفاقه في كتائب شهداء الاقصى، وهما عماد الخطيب، اياد أبو حمدان، وقد تسبب القصف باستشهاد الثلاثة وطبيب فلسطيني كان متواجدا في أحد المنازل القريبة من المقبرة.

## ردود على اغتياله
- 23 مايو 2002 اطلاق نار على سيارة مستوطن في باقة الغربية - قرب طولكرم أدت لمقتل المستوطن.
- 24 مايو 2002 اشتباك مسلح في غزة اسفر عن مقتل مستوطن
- 27 مايو 2002 عملية تفجيرية في بتاح تكفا نفذها ابن عمه جهاد الطيطي
- 28 مايو 2002 عملية اقتحام لمستوطنة ايتمار وقتل اربع مستوطنين نفذها رفيقه حبش حنني
- 1 يونيو 2002 عملية اقتحام مستوطنة شافي شمرون نفذها رفيقه مهند أبو زور اسفرت عن عدد من القتلى والجرحى
- 3 يونيو 2002 عملية اطلاق نار قرب قرية زواتا اسفرت عن مقتل مستوطن
- 4 يونيو 2002 تفجير سيارة مفخخه قرب حاجز بحاذا مدينة قلقيلية اوقعت اصابات بين الجيش الاسرائيلي.